# Belencita nemorosa
Belencita nemorosa là một loài thực vật có hoa trong họ Capparaceae. Loài này được (Jacq.) Dugand mô tả khoa học đầu tiên năm 1944.